# Puig de les Tres Creus
El puig de les Tres Creus és una obra de Torelló (Osona) protegida com a Bé Cultural d'Interès Local.

## Descripció
S'accedeix al puig de les tres creus per un camí tortuós que coincideix en part amb el Via Crucis que surt del santuari de Rocaprevera. El cim del turó és totalment aplanat i s'ha construït una terrassa de lloses de pedra. El perfil té una barana de pilons de pedra que sustenten un passamà de ferro. A la banda est hi ha les tres creus sobre una base d'obra. La creu central és la més gran que les altres. És una representació del Calvari, amb Jesús al centre i els dos lladres a cada banda. Les creus són de ferro i tenen una base de pedra picada amb una columna i un capitell poligonal. Les creus són gregues amb un cercle que uneix les aspes.
En el paviment hi ha representada la rosa dels vents i marca la situació dels pobles i cims propers.

## Història

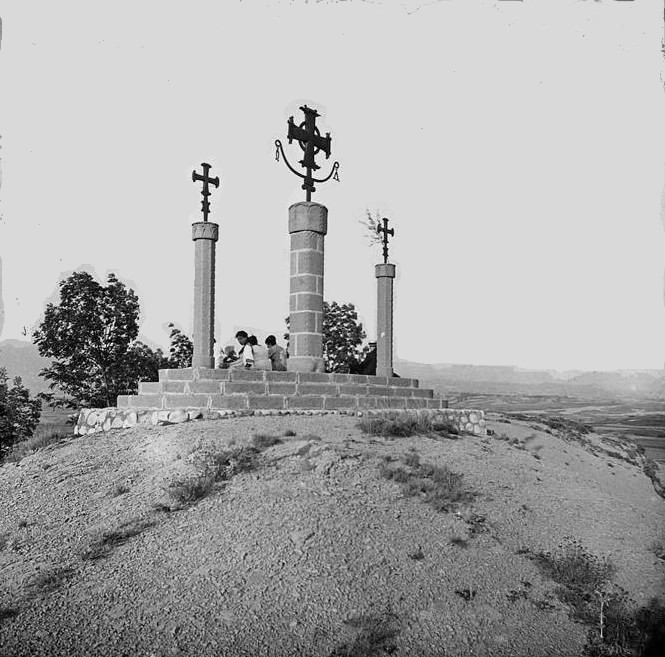
El puig de les Tres Creus, fotografiat per Josep Salvany el 1918

Sembla que ja abans del 1686 hi havia tres creus de fusta en aquest mateix indret. Aquí s'hi celebrava el trobament de la Santa Creu el 3 de maig. Es feia un via crucis que sortia de l'església de Sant Feliu fins a arribar aquest cim. Després van passar a fer una processó amb cants de lletanies.
El 1736 es va fer una reparació de les creus, que en ser de fusta es malmetien amb facilitat.
A principis del segle XX la creu principal era de fusta i les altres eren de ferro i sobre una columna d'obra.
L'any 1913 se celebraren les festes constantinianes i es col·locaren les noves creus que es van pagar amb una subscripció popular.